# Larry Tremblay
Larry Tremblay est un dramaturge, metteur en scène, comédien, romancier, poète, professeur et écrivain québécois. Il est né le 17 avril 1954  à Chicoutimi. Ses œuvres théâtrales, produites dans de nombreux pays, ont été maintes fois récompensées. Son roman L'Orangeraie a notamment remporté le Prix des libraires du Québec et le Prix littéraire des collégiens.

## Biographie
Larry Tremblay est né le 17 avril 1954 à Chicoutimi. Après avoir complété une maîtrise en théâtre à l'Université du Québec à Montréal, il fait plusieurs voyages en Inde où il se spécialise en kathakali, une forme de théâtre ancestral dansé. Sa production sera imprégnée par cet art indien qui, même s'il n'en sera pas le principal sujet, influencera son écriture.
Il est d'abord reconnu comme comédien pour son incarnation solo des quatre personnages de Provincetown Playhouse, juillet 1919, j'avais 19 ans, une pièce écrite par Normand Chaurette et produite par la compagnie de théâtre saguenéenne Les Têtes Heureuses. Avec le temps, l'auteur voit plusieurs de ses œuvres théâtrales traduites en différentes langues — plus d'une douzaine, dont l'anglais, l'allemand, l'italien, l'espagnol et le tamoul. Elles ont également été produites dans de nombreux pays. En plus de sa production artistique, il enseigne le jeu et l'écriture dramatique à l'École supérieure de théâtre de l'Université du Québec à Montréal.
En 2001, il publie Le Ventriloque, une œuvre qui « tranche non seulement avec les thèmes et avec l’esthétique (réaliste) d’ordinaire associés à l’usage de la langue populaire, mais avec aussi la manière de concevoir et de fabriquer le drame ».
En 2006, quatre de ses pièces sont présentées sur les scènes montréalaises dont La hache qu’il met en scène au Théâtre de Quat’Sous et qui récolte trois nominations au Gala des Masques 2006.
Larry Tremblay a publié un peu plus d'une vingtaine de livres de plusieurs genres, comme poésie, textes dramatiques, essais et romans. Le Christ obèse a été finaliste au Prix littéraire des collégiens.
L'auteur est particulièrement préoccupé par le travail corporel des comédiens. Grâce à ses connaissances du kathakali et d'autres approches occidentales, il affirme que le corps du comédien se transforme lorsque celui-ci doit incarner un personnage, ce qui permet l'apparition d'un nouveau corps imaginaire.
L'Orangeraie est l'une de ses œuvres particulièrement appréciée par le public, car les enfants autant que les adultes peuvent s'y identifier. Grâce à cette œuvre distribuée dans 12 pays, il a gagné le prix de la Culture et Bibliothèques pour tous. L'Orangeraie a fait partie deux ans de suite de la liste des incontournables de l'émission Plus on est de fous, plus on lit! sur ICI Radio-Canada Première.

## Œuvres

### Théâtre
- 8 opérations, Jonquière, Éditions du Québec 89, 1978, 115 p.
- Le Déclic du destin, Montréal, Leméac, 1988, 73 p. (ISBN 2760901742 et 9782760901742)
- Josse est-il parti? (1989)
- Leçon d'anatomie, Montréal, Laterna Magica, 1992, 92 p.  (ISBN 2980317209 et 9782980317200)
- The Dragonfly of Chicoutimi, Montréal, Les Herbes Rouges, 1993, 65 p.  (ISBN 2894190786 et 9782894190784)
- Ogre, Belgique, Lansman, 1995, 46 p.  (ISBN 9782807102347 et 2807102344)
- Éloge de la paresse (1997)
- Téléroman, Belgique, Lansman, 1997, 46 p.  (ISBN 2872822615 et 9782872822614)
- Le Génie de la rue Drolet, Belgique, Lansman, 1997, 42 p.  (ISBN 2872821783 et 9782872821785)
- Les huit péchés capitaux (éloges), Montréal, Dramaturges Éditeurs, 1997, 127 p.  (ISBN 2922182142 et 9782922182149)
- Les Mains bleues, Belgique, Lansman, 1998, 46 p.  (ISBN 2872822267 et 9782872822263)
- Le ventriloque, Belgique, Lansman, 2001, 45 p.  (ISBN 2872823034 et 9782872823031)
- Théâtre à lire et à jouer, no 4, Belgique, Lansman, 2001, 119 p.  (ISBN 2872823085)
- Panda Panda, Belgique, Lansman, 2004, 44 p.  (ISBN 2872824626 et 9782872824625)
- La Hache (2005)
- A Chair in Love (2005)
- Abraham Lincoln va au théâtre, Belgique, Lansman, 2008, 70 p.  (ISBN 2872826394 et 9782872826391)
- L'Histoire d'un cœur, Belgique, Lansman, 2006, 45 p.  (ISBN 2872825231 et 9782872825233)
- Le problème avec moi, Belgique, Lansman, 2007, 33 p.  (ISBN 9782872825943 et 2872825940)
- Cantate de guerre, Belgique, Lansman, 2009, 51 p.  (ISBN 2872828575 et 9782872828579)
- Burger Love (2009)
- L'amour à trois (Tibullus, La femme aux peupliers et Cornemuse), Belgique, Lansman, 2010, 53 p.  (ISBN 9782872827633 et 2872827633)
- L'Enfant matière, Belgique, Lansman, 2012, 44 p.  (ISBN 9782872828845 et 2872828842)
- Grande écoute, Belgique, Lansman, 2015, 66 p.  (ISBN 9782807100220 et 2807100228)
- Le joker, Belgique, Lansman, 2016, 62 p.  (ISBN 9782807101234 et 2807101232)

### Romans et récits
- Anna à la lettre c, récit, Montréal, Les Herbes rouges, 1992, 52 p.  (ISBN 9782894190180)
- Le Mangeur de bicyclette, roman, Montréal, Leméac, 2002, 254 p. (ISBN 2-7609-3249-4)
- Poudre de kumkum, récit, Montréal, XYZ, 2002, 75 p.  (ISBN 2-8926-1328-0)
- Piercing, récit, Paris, Gallimard, 2006, 158 p. (ISBN 2-0707-7616-6)
- Le Christ obèse, roman, Québec, Éditions Alto, 2012, 159 p. (ISBN 2-9235-5099-4)
- L'Orangeraie, roman, Québec, Éditions Alto, 2013, La Table Ronde, 2015, 180 pages  (ISBN 978-2-7103-7576-0)[9],[10] (France)
- L'impureté, roman, Québec, Éditions Alto, 2016, 156 p.  (ISBN 9782896942442)
- Même pas vrai, livre imprimé illustré par Guillaume Perreault, Montréal, Éditions de la Bagnole, 2016, 181 p.  (ISBN 9782897141370 et 2897141379)
- Le deuxième mari, roman, Québec, Éditions Alto, 2019, 134 p.  (ISBN 9782896944361)
- Le garçon au visage disparu, livre imprimé illustré par Pierre Lecrenier, Montréal, Éditions de la Bagnole, 2020, 95 p.  (ISBN 9782897143626 et 2897143622)
- Tableau final de l'amour, roman, Chicoutimi, La Peuplade, 2021, 195 p.  (ISBN 9782924898987 et 2924898986)
- Marco bleu, roman graphique illustré par Julien Castanié, Montréal, Éditions de la Bagnole, 2022.
- D'enfers et d'enfants, collection de fictions, Chicoutimi, La Peuplade, 2023, 160 p.  (ISBN 9782925141723 et 9782925141792)

### Poésie
- La Place des yeux : poèmes, Laval, Éditions Trois, coll. «Topaze», 1989, 119 p.  (ISBN 9782920887107)
- Gare à l'aube, poésie et photographies de Christiane Desjardins, Montréal, Éditions du Noroît, 1992, 98 p.  (ISBN 9782890182455)
- Trois secondes où la Seine n'a pas coulé, poésie, Montréal, Éditions du Noroît, 2001, 93 p.  (ISBN 9782890184763)
- L'Œil du soir, Montréal, Éditions du Noroît, 2009.
- L'Arbre chorégraphe, Montréal, Éditions du Noroît, 2009, 46 p.  (ISBN 9782890186712)
- 158 fragments d'un Francis Bacon explosé, Montréal, Éditions du Noroît, 2012, 173 p.  (ISBN 9782890187610 et 2890187616)
- L'Œil soldat, récit poétique, Chicoutimi, La Peuplade, 2019, 76 p.  (ISBN 9782924898253 et 2924898250)

### Essais
- Le Crâne des théâtres : essais sur les corps de l'acteur, Montréal, Leméac, 1993 , 135 p.  (ISBN 9782760903425)

### Œuvres traduites par l'auteur
- Paroles volées (Une comédie de l'incertitude), traduction en français de l'œuvre originale espagnole Plagio de palabras (Una comedia de la incertidumbre) écrite par Elena Guiochíns.

## Prix et honneurs
- 1997 : finaliste au Prix du Gouverneur général, catégorie théâtre de langue française pour Ogre - Cornemuse[1]
- 1998 : lauréat du Grand prix de la Société Radio-Canada, catégorie 30 minutes pour Tibullus ou Trois fois le prix d'un coq[1]
- 2003 : finaliste au Prix du Gouverneur général, catégorie romans et nouvelles de langue française pour Le mangeur de bicyclettes [1]
- 2003 : lauréat du Prix littéraires du Salon du livre du Saguenay-Lac-Saint-Jean, catégorie roman pour Le mangeur de bicyclettes[11]
- 2003 : Masque de la meilleure production de l'année à Montréal pour Le Ventriloque[12]
- 2006 : Prix Lynch-Staunton du Conseil des Arts du Canada pour l'ensemble de son œuvre[13]
- 2006 : lauréat du Prix littéraires du Salon du livre du Saguenay-Lac-Saint-Jean, catégorie récit pour Piercing[11]
- 2008 : finaliste pour le prix Siminovitch[14]
- 2012 : lauréat du Prix littéraires du Salon du livre du Saguenay-Lac-Saint-Jean, catégorie roman pour Le Christ obèse[11]
- 2012 : lauréat du Prix Michel-Tremblay du Centre des auteurs dramatiques (CEAD) pour Cantate de guerre[15]
- 2013 : finaliste au Prix littéraire des collégiens pour Le Christ obèse[16]
- 2014 : lauréat du Prix des libraires du Québec pour L'Orangeraie [8]
- 2015 : lauréat du Prix littéraire des collégiens pour L'Orangeraie [17]
- 2017 : (de + nl + fr) Euregio-Schüler-Literaturpreis - Euregio literatuurprijs voor scholieren - Prix littéraire des lycéens de l’Euregio pour Der Name meines Bruders - De naam van mijn broer -  L'Orangeraie. Trad. Angela Sanmann (de), Gertrud Maes (nl)
- 2023 : Compagnon de l'Ordre des arts et des lettres du Québec[18]